# Українська комуністична партія (боротьбистів)
Українська комуністична партія (боротьбистів) — українська політична партія, що під різними назвами діяла у 1918—1920 роках. Утворилася з лівого крила Української партії соціалістів-революціонерів. Назва партії пов'язана з назвою її центрального друкованого органу — київською газетою «Боротьба».
Не плутати з Українською партією лівих соціалістів-революціонерів (борьбистів), котра являла собою відокремлену частину російської Партії соціалістів-революціонерів в Україні, а також Українською комуністичною партією (укапістами), котрі утворилися на базі УСДРП ("незалежників") у січні 1920 року.

## Історія
Організаційно оформилася влітку 1918 року після розколу в Українській партії соціалістів-революціонерів (УПСР). На першому (п'ятому) з'їзді в березні 1919 року прийняла нову назву (Українська партія соціалістів-революціонерів (комуністів), також вживалася назва «Українська партія соціалістів-революціонерів (комуністів-боротьбистів)»). 6 серпня 1919 року партія уклала акт про об'єднання з нещодавно відокремленим лівим крилом Української соціал-демократичної партії (незалежників) (УСДРП-Н) — Українською соціал-демократичною партією (незалежників-лівих), після чого її назву було змінено на остаточну — Українська комуністична партія (боротьбистів).
Перші ознаки розколу в УПСР, що призвів до утворення партії боротьбистів, було помітно ще на початку 1918 року. Особливо відчутними вони стали після арешту представників лівого крила УПСР з наказу керівництва Центральної Ради в січні 1918.
З літа 1919 року партія боротьбистів мала представників у Раднаркомі УСРР, зокрема, наркомом освіти був Олександр Шумський. Серед чільних представників партії також були Григорій Гринько, Василь Еллан-Блакитний, Михайло Полоз, Левко Ковалів, Антон Приходько. Після взяття Києва денікінцями, що відбулося 30 серпня 1919 року, частина керівництва партії залишилася в підпіллі. В цей час загинули члени її ЦК, українські літератори Василь Чумак та Гнат Михайличенко.
У серпні та листопаді 1919 року боротьбисти зробили дві невдалі спроби вступити до Комуністичного Інтернаціоналу. У грудні 1919 року УКП(б) було укладено угоду з Комуністичною партією (більшовиків) України про входження першої до Всеукраїнського Ревкому. У березні 1920 року партія боротьбистів влилася в КП(б)У шляхом індивідуального прийняття членів (з приблизно 15 тисяч до лав партії більшовиків вступило близько 4 тис.), що було організаційно оформлено рішеннями другого (шостого) з'їзду партії боротьбистів та четвертої конференції (на правах з'їзду) КП(б)У.
Протягом 1920-х років вихідці з УКП(б) обіймали багато керівних місць у Раднаркомі УСРР і відіграли значну роль в українізації, до їх числа належали Антон Приходько, Панас Любченко та багато інших. У 1930-х роках більшість із них було репресовано.

## Ідеологія
Ідеологія партії частково повторювала програмні тези старої УПСР, але зі значним креном у бік марксистської традиції (що особливо виявилося після об'єднання з УСДРП (н.-л.). Серед основних гасел варто назвати ідею соціалізації землі, створення окремої Української червоної армії, постійне наголошування на перспективах створення всесвітньої федерації радянських республік і протиставляння цієї ідеї можливому відновленню Російської Імперії в «радянських формах» тощо.

## Видатні члени партії
- Григорій Федорович Гринько  — економіст, радянський діяч, голова Держплану УСРР, Міністр фінансів СРСР. Жертва сталінського терору. Кандидат у члени ЦК КП(б)У в 1924—1925 роках. Член ЦК КП(б)У в 1925—1927 роках. Кандидат у члени ЦК ВКП(б) у 1934—1937 роках.